# Edmund Bechtle
Edmund Bechtle (* 4. Januar 1947 in Gransee) ist ein deutscher Grafiker und Maler, dessen Schaffensschwerpunkt in der DDR lag.

## Leben und Werk
Bechtle machte bis 1965 auf der Erweiterten Oberschule in Gransee das Abitur mit Berufsausbildung zum Schlosser. Danach leistete er bis 1967 Dienst bei der NVA. Dort war er ehrenamtlich als Leiter eines künstlerischen Zirkels tätig. Von 1967 bis 1972 studierte er an der Kunsthochschule Berlin-Weißensee bei Walter Womacka Malerei und hatte er auch Lehrveranstaltungen bei Fritz Dähn. Bechtle interessierte sich besonders für Wandmalerei. Für seine Diplomarbeit schuf er das transportable Wandbild Jugend (latexfarben auf Hartfaserplatte, 300 × 400 cm).
Bechtle war dann bis 1974 Aspirant bei Womacka am Institut für baugebundene Kunst der Hochschule. In dieser Zeit hatte er mit seinen Kommilitonen Horst Göhler (* 1939) und Ulrich Städler entsprechend der kulturpolitischen Forderung an die Künstler, zur künstlerischen Arbeit „an die Basis“ zu gehen, einen Patenschaftsvertrag mit dem Kabelwerk Oberspree. Danach arbeitete Bechtle in Berlin als freischaffender Künstler. Er war ab 1972 Kandidat des Verbandes Bildender Künstler der DDR (VBK) und dann bis 1990 Mitglied. Bechtle beteiligte sich Anfang der 1970er Jahre an der Arbeit der Arbeitsgruppe Stadtgestaltung in Berlin des VBK, die jedoch bald einschlief. 1980 reiste er als Abgesandter des VBK mit Falko Behrendt, Uwe Bullmann, Christian Heinze und Günther Rechn durch palästinensische Gebiete, wobei sie auch Yasser Arafat trafen.
1982 erhielt er als Mitglied eines Kollektivs den Kunstpreis des FDGB.
Bilder Bechtles wurden in der DDR von Großbetrieben und Institutionen angekauft. Einige davon befinden sich im Kunstarchiv Beeskow. Bechtle erhielt vor allem auch Aufträge für architekturbezogene Arbeiten.
Nach der deutschen Wiedervereinigung gab es keine Aufträge und keine Käufer mehr für Bechtle, und er sah sich gezwungen, sich arbeitssuchend zu melden, um den Lebensunterhalt zu sichern. Er erhielt daraufhin u. a. als Arbeitsbeschaffungsmaßnahmen geförderte befristete Beschäftigungen. Insbesondere war er Leiter einer Projektgruppe Bestandsaufnahme der Kunst im öffentlichen Raum in Marzahn.

## Werke (Auswahl)

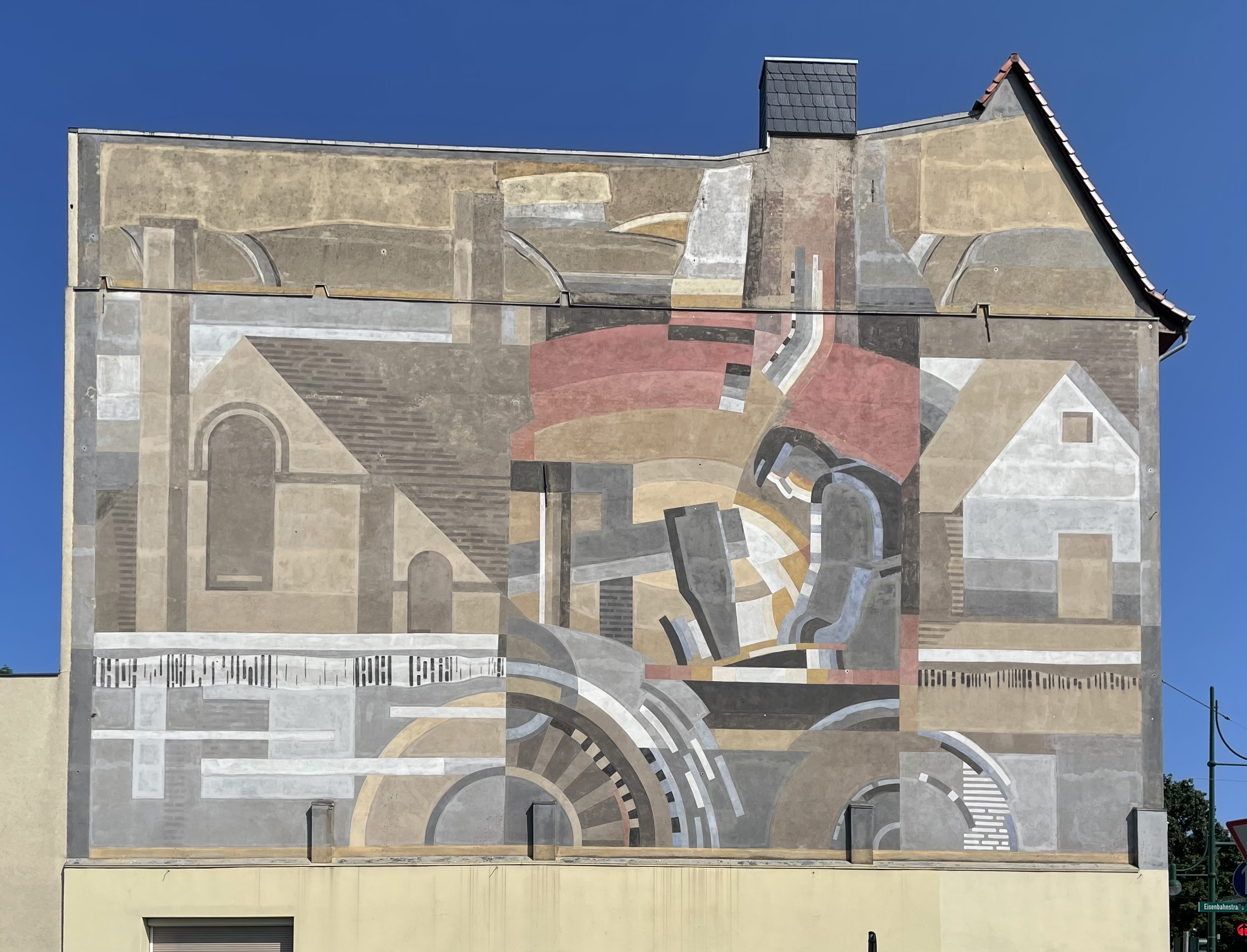
Wandbild Kupferhammer in Eberswalde

### Tafelbilder
- Stillleben mit Quitten (1984/1985, Öl)[5]

### Druckgrafik
- Palästinensisches Mädchen (1980, Farbradierung / Aquatinta & Strichätzung, in Rotbraun & Schwarz, 33,4 × 29,7 cm)[6]
- Aggression (1980, Farblithografie / Offsetlithografie, in Braun & Schwarz, 34,2 × 47,5 cm)[7]
- Pandora mit Kind (1982, Radierung, 31,9 × 25,1 cm)[8]
- Märkische Flur (1986, Farblithografie in drei Farben, 11,3 × 17 cm)[9]

### Architekturbezogene Werke
- Sonnenuhr (1976; Wandbild; PUR-Lack; damalige 39. Oberschule Otto Winzer, Berlin, Franz-Jacob-Straße)
- Wandbilder (1982; PUR-Lack; damalige Polytechnische Oberschule Johann Wolfgang von Goethe, Berlin, Wuhle- Ecke Cecilienstraße)
- Schönheit der Bewegung (1984; Entwurf für Mosaik-Wandbild, Sporthalle, Berlin, Anton-Saefkow-Platz)
- Verdrehte Tierwelt (1985; PUR-Lack; Wandbilder an einer Kinderkombination, Wittenberger Straße)
- Kupferhammer (1988; Wandbild an einem Wohn- und Geschäftshaus, Eberswalde, Eisenbahnstraße)[10]

### Buchillustration
- Heinrich G. Schneeweiß: Die Geschichte des schwanzlosen Hundes. Verlag Schlaubetal – Druck Kühl, Müllrose, 2013. ISBN 9783941085817, 3941085816

## Ausstellungen (mutmaßlich unvollständig)

### Personalausstellungen
- 1974: Berlin, Galerie im Turm (mit Antje Fretwurst-Colberg und Ulrich Staedler)
- 1981: Cottbus, Galerie Kunstsammlung Cottbus; anschließend 1982 in Gera, Kunstgalerie Gera; Berlin, Galerie am Weidendamm, und Potsdam, Hans-Marchwitza-Haus („Engagement Palästina“; mit Falko Behrendt, Uwe Bullmann, Christian Heinze und Günther Rechn)
- 1982: Berlin, Galerie im Turm

### Teilnahme an zentralen und wichtigen regionalen Ausstellungen in der DDR
- 1977/1978 und 1987/1988: Dresden, VIII. und X. Kunstausstellung der DDR
- 1975, 1979/1980, 1983 und 1986: Berlin, Bezirkskunstausstellungen
- 1979: Berlin, Galerie am Prater („Berliner Grafik VII. Grafik im politischen Bekenntnis“)
- 1980 und 1984: Frankfurt/Oder, Sport- und Ausstellungszentrum, bzw. Berlin, Neue Berliner Galerie im Alten Museum („Junge Künstler der DDR “)
- 1981: Berlin, Galerie am Prater („Berliner Grafik IX.“)
- 1981: Berlin, Galerie am Weidendamm („Kunst im Auftrag – Politische Grafik“)
- 1983: Berlin und weitere Städte („Karl Marx. Künstlerbekenntnisse“)
- 1983 und 1985: Berlin, Ausstellungszentrum am Fernsehturm („Berliner Atelier“)
- 1983: Berlin, Galerie am Prater („Retrospektive 1973–1983“)
- 1984: Berlin, Neue Berliner Galerie im Alten Museum („Junge Künstler DDR/UdSSR für Frieden und Sozialismus“)
- 1986: Magdeburg, Kloster Unser Lieben Frauen („Grafik in den Kämpfen unserer Tage“)